# Mairy
Mairy is een voormalige gemeente in het Franse departement Ardennes in de regio Grand Est en telt 141 inwoners (1999). De plaats maakt deel uit van het arrondissement Sedan. 

## Geschiedenis
Op 22 maart 2015 werd het kanton Mouzon, waar Mairy onder viel, opgeheven en werden de gemeenten opgenomen in het kanton Carignan. Op 15 september 2015 werd Mairy opgenomen in de aangrenzende gemeente Douzy.

## Geografie
De oppervlakte van Mairy bedraagt 7,4 km², de bevolkingsdichtheid is 19,1 inwoners per km².
De onderstaande kaart toont de ligging van Mairy met de belangrijkste infrastructuur en aangrenzende gemeenten.

## Demografie
Onderstaande figuur toont het verloop van het inwonertal (bron: INSEE-tellingen).

Vanwege een beveiligingsprobleem met de MediaWiki Graph-software is het momenteel niet mogelijk deze grafiek weer te geven. Zodra de software is bijgewerkt zal de grafiek vanzelf weer zichtbaar worden.